# Élections sénatoriales de 2011 dans le Val-d'Oise
Les élections sénatoriales dans le Val-d'Oise ont lieu le dimanche 25 septembre 2011. Elles ont pour but d'élire les sénateurs représentant le département au Sénat pour un mandat de six années.

## Contexte départemental
Lors des élections sénatoriales de 2004 dans le Val-d'Oise, cinq sénateurs ont été élus selon un mode de scrutin proportionnel : un du PCF (Robert Hue), deux du PS (Bernard Angels et Raymonde Le Texier) et deux UMP (Nelly Olin et Hugues Portelli).
Depuis, tous les effectifs du collège électoral des grands électeurs ont été renouvelés, avec les élections législatives françaises de 2007, les élections régionales françaises de 2010, les élections cantonales de 2008 et 2011 et les élections municipales françaises de 2008.

## Sénateurs sortants
| Sénateur | Sénateur           | Parti | Fonctions lors de l'élection en 2004                   |
| -------- | ------------------ | ----- | ------------------------------------------------------ |
|          | Robert Hue         | MUP   | Ancien député, ancien député européen                  |
|          | Bernard Angels     | PS    | Sénateur sortant, maire d'Écouen                       |
|          | Raymonde Le Texier | PS    | Adjointe au maire de Villiers-le-Bel, ancienne députée |
|          | Lucienne Malovry   | UMP   | Maire de Cormeilles-en-Parisis                         |
|          | Hugues Portelli    | UMP   | Maire d'Ermont                                         |

## Présentation des listes et des candidats
Les nouveaux représentants sont élus pour une législature de 6 ans au suffrage universel indirect par les 2188 grands électeurs du département. Dans le Val-d'Oise, les sénateurs sont élus au scrutin proportionnel plurinominal. Leur nombre reste inchangé, 5 sénateurs sont à élire et 7 candidats doivent être présentés sur la liste pour qu'elle soit validée. Chaque liste de candidats est obligatoirement paritaire et alterne entre les hommes et les femmes. 6 listes ont été déposées dans le département. Elles sont présentées ici dans l'ordre de leur dépôt à la préfecture et comportent l'intitulé figurant aux dossiers de candidature.

### Front national
| N° | Candidats | Candidats                 | Parti | Principale fonction             |
| -- | --------- | ------------------------- | ----- | ------------------------------- |
| 01 |           | Alexandre Simonnot        | FN    | Conseiller municipal de Taverny |
| 02 |           | Stéphanie Nio             | FN    |                                 |
| 03 |           | Christian Malacain        | FN    |                                 |
| 04 |           | Denise Cornet             | FN    |                                 |
| 05 |           | Éric Locaputo             | FN    |                                 |
| 06 |           | Marie-Gabrielle Kelhetter | FN    |                                 |
| 07 |           | Claude Tchalekian         | FN    |                                 |

### Union pour un mouvement populaire - Divers droite
| N° | Candidats | Candidats                       | Parti | Principale fonction                           |
| -- | --------- | ------------------------------- | ----- | --------------------------------------------- |
| 01 |           | Hugues Portelli                 | UMP   | Sénateur sortant, maire d'Ermont              |
| 02 |           | Jacqueline Eustache-Brinio      | UMP   | Conseillère régionale, maire de Saint-Gratien |
| 03 |           | Arnaud Bazin                    | UMP   | Président du conseil général                  |
| 04 |           | Ghislaine Lapchin de Poulpiquet | UMP   | Maire de Vienne-en-Arthies                    |
| 05 |           | Michel Aumas                    | UMP   | Maire d'Arnouville                            |
| 06 |           | Betty Hanauer Beaslay           | UMP   | Maire de Chaumontel                           |
| 07 |           | Michel Guiard                   | UMP   | Maire de Boissy-l'Aillerie                    |

| N° | Candidats | Candidats          | Parti | Principale fonction                                  |
| -- | --------- | ------------------ | ----- | ---------------------------------------------------- |
| 01 |           | Francis Delattre   | UMP   | Maire de Franconville                                |
| 02 |           | Stéphanie Von Euw  | UMP   | Conseillère régionale, adjointe au maire de Pontoise |
| 03 |           | Maurice Lefèvre    | UMP   | Maire de Garges-lès-Gonesse                          |
| 04 |           | Séverine Arbaut    | UMP   | Adjointe au maire de Saint-Leu-la-Forêt              |
| 05 |           | François Bernieri  | UMP   | Adjoint au maire d'Herblay                           |
| 06 |           | Emilie Ivandekics  | UMP   | Adjointe au maire de Domont                          |
| 07 |           | Jean-Pierre Fohrer | UMP   | Maire d'Haravilliers                                 |

### Rassemblement de la gauche
| N° | Candidats | Candidats          | Parti | Principale fonction                                            |
| -- | --------- | ------------------ | ----- | -------------------------------------------------------------- |
| 01 |           | Alain Richard      | PS    | Maire de Saint-Ouen-l'Aumône, ancien ministre, ancien sénateur |
| 02 |           | Dominique Gillot   | PS    | Conseillère générale, maire d'Éragny                           |
| 03 |           | Robert Hue         | MUP   | Sénateur sortant                                               |
| 04 |           | Chantal Colin      | PS    | Adjointe au maire d'Argenteuil                                 |
| 05 |           | François Delcombre | EELV  | Conseiller municipal de Soisy-sous-Montmorency                 |
| 06 |           | Michèle Greneau    | PS    | Maire de Fontenay-en-Parisis                                   |
| 07 |           | Bernard Lorin      | PS    | Maire de Longuesse                                             |

### Union pour un mouvement populaire - Parti radical - Nouveau Centre
| N° | Candidats | Candidats         | Parti | Principale fonction                           |
| -- | --------- | ----------------- | ----- | --------------------------------------------- |
| 01 |           | Philippe Sueur    | UMP   | Conseiller général, maire d'Enghien-les-Bains |
| 02 |           | Maurine Blanchard | UMP   | Adjointe au maire de Beauchamp                |
| 03 |           | Michel Montaldo   | UMP   | Conseiller général                            |
| 04 |           | Nathalie Forest   | DVD   | Maire de Saint-Clair-sur-Epte                 |
| 05 |           | Didier Christin   | NC    | Adjoint au maire de Saint-Leu-la-Forêt        |
| 06 |           | Natalie Guadagnin | UMP   | Conseillère municipale de Bouffémont          |
| 07 |           | Michel Baux       | DVD   | Adjoint au maire de Deuil-la-Barre            |

### Divers Écologie
| N° | Candidats | Candidats                 | Parti | Principale fonction                       |
| -- | --------- | ------------------------- | ----- | ----------------------------------------- |
| T  |           | Alima Boumediene-Thiery   | DVG   | Sénatrice sortante                        |
| T  |           | Dario Forti               | DVG   |                                           |
| T  |           | Nadine Delarue            | DVG   | Conseillère municipale de Sarcelles       |
| T  |           | Ollivier-François Dorso   | PRG   | Conseiller municipal de Beaumont-sur-Oise |
| T  |           | Yaye Gueye Dabo           | DVG   | Conseillère municipale de Goussainville   |
| T  |           | Maurice Maillet           | DVG   |                                           |
| T  |           | Monique de Gorostiza-Brun | DVG   |                                           |

## Résultats
| Tête de liste  | Tête de liste           | Liste          | Voix  | %      | Élus |
| -------------- | ----------------------- | -------------- | ----- | ------ | ---- |
|                | Alain Richard           | PS-MUP-EELV    | 974   | 45,71  | 3    |
|                | Hugues Portelli         | UMP            | 500   | 23,46  | 1    |
|                | Francis Delattre        | UMP            | 342   | 16,05  | 1    |
|                | Philippe Sueur          | UMP-NC         | 185   | 8,68   |      |
|                | Alima Boumediene-Thiery | DVG            | 85    | 3,99   |      |
|                | Alexandre Simonnot      | FN             | 45    | 2,11   |      |
|                |                         |                |       |        |      |
| Inscrits       | Inscrits                | Inscrits       | 2 188 | 100,00 |      |
| Abstentions    | Abstentions             | Abstentions    | 31    | 1,42   |      |
| Votants        | Votants                 | Votants        | 2 157 | 98,58  |      |
| Blancs et nuls | Blancs et nuls          | Blancs et nuls | 26    | 1,19   |      |
| Exprimés       | Exprimés                | Exprimés       | 2 131 | 97,39  |      |

### Sénateurs élus
| Sénateur | Sénateur         | Parti |
| -------- | ---------------- | ----- |
|          | Robert Hue       | MUP   |
|          | Dominique Gillot | PS    |
|          | Alain Richard    | PS    |
|          | Hugues Portelli  | UMP   |
|          | Francis Delattre | UMP   |